# Diócesis de Umuahia
La diócesis de Umuahia (en latín: Dioecesis Umuahiana y en inglés: Roman Catholic Diocese of Umuahia) es una circunscripción eclesiástica de la Iglesia católica en Nigeria. Se trata de una diócesis latina, sufragánea de la arquidiócesis de Owerri. Desde el 1 de noviembre de 2022 su obispo es Michael Kalu Ukpong.

## Territorio y organización
La diócesis tiene 2460 km² y extiende su jurisdicción sobre los fieles católicos de rito latino residentes en 6 áreas de gobierno local del estado de Abia: Umuahia North, Umuahia South, Ikwuano, Bende, Ohafia y Arochukwu.
La sede de la diócesis se encuentra en la ciudad de Umuahia, en donde se halla la Catedral de la Gran Madre de Dios.
En 2022 en la diócesis existían 72 parroquias.

## Historia
La diócesis fue erigida el 23 de junio de 1958 con la bula Sollicite usque del papa Pío XII, obteniendo el territorio de la diócesis de Owerri (hoy arquidiócesis). Originalmente era sufragánea de la arquidiócesis de Onitsha.
El 26 de junio de 1961, con la carta apostólica Mariae regnum, el papa Juan XXIII proclamó a la Bienaventurada Virgen María Madre de Dios (Beata María Virgo «Mater Dei») como principal patrona de la diócesis.
El 24 de enero de 1981 cedió una parte de su territorio para la erección de la diócesis de Okigwe mediante la bula Quandoquidem Sanctissima del papa Juan Pablo II.
El 2 de abril de 1990 cedió otra parte de su territorio para la erección de la diócesis de Aba mediante bula Praeteritis quidem del papa Juan Pablo II.
El 26 de marzo de 1994 pasó a formar parte de la provincia eclesiástica de la arquidiócesis de Owerri.

## Estadísticas
Según el Anuario Pontificio 2022 la diócesis tenía a fines de 2021 un total de 267 000 fieles bautizados.
| Año                                                                             | Población            | Población | Población      | Sacerdotes | Sacerdotes    | Sacerdotes    | Bautizados por sacerdote | Diáconos permanentes | Religiosos | Religiosos | Parroquias |
| Año                                                                             | Bautizados católicos | Total     | % de católicos | Total      | Clero secular | Clero regular | Bautizados por sacerdote | Diáconos permanentes | Varones    | Mujeres    | Parroquias |
| ------------------------------------------------------------------------------- | -------------------- | --------- | -------------- | ---------- | ------------- | ------------- | ------------------------ | -------------------- | ---------- | ---------- | ---------- |
| 1969                                                                            | 327 032              | ?         | ?              | 57         | 19            | 38            | 5737                     |                      | 62         | 35         | 27         |
| 1980                                                                            | 530 099              | 2 376 000 | 22.3           | 61         | 61            |               | 8690                     |                      | 50         | 72         | 41         |
| 1990                                                                            | 319 742              | 1 868 000 | 17.1           | 67         | 57            | 10            | 4772                     |                      | 76         | 79         | 45         |
| 1999                                                                            | 110 000              | 884 209   | 12.4           | 105        | 93            | 12            | 1047                     |                      | 16         | 95         | 33         |
| 2000                                                                            | 115 000              | 884 209   | 13.0           | 72         | 64            | 8             | 1597                     |                      | 12         | 85         | 33         |
| 2001                                                                            | 120 100              | 884 209   | 13.6           | 81         | 71            | 10            | 1482                     |                      | 14         | 147        | 40         |
| 2002                                                                            | 122 000              | 884 209   | 13.8           | 83         | 73            | 10            | 1469                     |                      | 14         | 150        | 42         |
| 2003                                                                            | 198 861              | 884 209   | 22.5           | 89         | 77            | 12            | 2234                     |                      | 72         | 133        | 44         |
| 2004                                                                            | 199 000              | 884 209   | 22.5           | 97         | 84            | 13            | 2051                     |                      | 81         | 145        | 44         |
| 2010                                                                            | 220 868              | 1 043 441 | 21.2           | 131        | 121           | 10            | 1686                     |                      | 80         | 136        | 60         |
| 2014                                                                            | 220 000              | 1 151 000 | 19.1           | 145        | 125           | 20            | 1517                     |                      | 85         | 150        | 67         |
| 2017                                                                            | 241 233              | 1 234 470 | 19.5           | 171        | 151           | 20            | 1410                     |                      | 66         | 151        | 70         |
| 2020                                                                            | 251 053              | 1 350 220 | 18.6           | 187        | 167           | 20            | 1342                     |                      | 111        | 161        | 70         |
| 2022                                                                            | 267 000              | 1 438 000 | 18.6           | 156        | 131           | 25            | 1711                     |                      | 145        | 163        | 72         |
| Fuente: Catholic-Hierarchy, que a su vez toma los datos del Anuario Pontificio. |                      |           |                |            |               |               |                          |                      |            |            |            |

## Episcopologio
- Anthony Gogo Nwedo, C.S.Sp. † (19 de febrero de 1959-2 de abril de 1990 retirado)
- Lucius Iwejuru Ugorji (2 de abril de 1990-6 de marzo de 2022 nombrado arzobispo de Owerri)
- Michael Kalu Ukpong, desde el 1 de noviembre de 2022